# Lycaena cyllarus
Lycaena cyllarus är en fjärilsart som beskrevs av Pieter Cramer 1775. Lycaena cyllarus ingår i släktet Lycaena och familjen juvelvingar. Inga underarter finns listade i Catalogue of Life.